# ری کلمنس
ری کلمنس (به انگلیسی: Ray Clemence) (زادهٔ ۵ اوت ۱۹۴۸ – درگذشته ۱۵ نوامبر ۲۰۲۰) بازیکن فوتبال اهل کشور انگلستان بود که سابقهٔ بازی در تیم ملی فوتبال انگلستان را در کارنامهٔ خود داشت. وی در تاریخ ۱۵ نوامبر ۱۹۷۲ و درست ۴۸ سال قبل از فوت، نخستین بازی ملی خود را در مقابل تیم ملی فوتبال ولز انجام داد و با حضور در ۶۱ بازی ملی، در تاریخ ۱۶ نوامبر ۱۹۸۳ واپسین بازی ملی‌اش را در برابر تیم ملی فوتبال لوکزامبورگ برگزار کرد.او همچنین رکورددار بیشترین کلین شیت در تاریخ فوتبال است و بطور معمول از او به عنوان یکی از بزرگترین دروازه‌بان های تاریخ فوتبال یاد میشود.
کلمنس در ۱۵ نوامبر ۲۰۲۰ و پس از سال‌ها تحمل بیماری سرطان درگذشت. 

## زندگی و فوتبال حرفه‌ای

### اسکونت هورپ یونایتد
ری کلمنس در اسکگنس انگلستان متولد شد. در ١٩٦٦ با تیم اسکانتورپ یونایتد آغاز به کار کرد و ٤٨ بازی در دسته سوم انجام داد.

### لیورپول
سرمربی وقت لیورپول ،بیل شنکلی ،در ٢٤ ژوئن ١٩٦٧ وی را با مبلغ ١٨ هزار پوند از اسکانتورپ به خدمت گرفت. اولین بازی و اولین دروازه بسته کلمنس برای لیورپول در دور سوم جام اتحادیه در ٢٥ سپتامبر ١٩٦٨ در ورزشگاه آنفیلد و برابر سوانسی که در نهایت با نتیجه ٢-٠ به سود قرمزها به پایان رسید، به ثبت رسید. او دو سال در تیم رزرو پرورش یافت در این دو سال در مقاطعی نیز در تیم بزرگسالان حضور داشت.
فینال جام حذفی ١٩٧١ جایی بود که کلمنس نمایش درخشانی داشت اما نتوانست از دو گل آرسنال که منجر به باخت ٢-١ مقابل آرسنال شد در وقت‌های اضافه جلوگیری کند.اگرچه دو سال بعد ری کلمنس خوشحال از بردن دو جام یوفا و لیگ انگلیس بود،کلمنس با مهار پنالتی برابر مونشن گلادباخ یکی از عوامل قهرمانی لیورپول در جام یوفا بود. لیورپول با مهار آن پنالتی توسط ری کلمنس بازی را ٣-٠ برد در المان نیز مونشن گلادباخ ٢-٠ لیورپول را برده بود و اگر یوپ هاینکس پنالتی را گل کرده بود بازی ٣-١ می‌شد و گلادباخ با گل زده در خانه حریف قهرمانی را ازآن خود می‌کرد . در فصل ٧٤-١٩٧٣ جام نقره‌ای دیگری نیز به ویترین افتخارات لیورپول اضافه شد . آن‌ها با پیروزی ٣-٠ مقابل نیوکاسل قهرمان جام حذفی شدند.
اولین نمایش و دروازه بسته کلمنس برای تیم ملی در رقابت‌های مقدماتی جام جهانی برابر ولز اتفاق افتاد . این مسابقه در ورزشگاه نینیان پارک در ١٥ نوامبر ١٩٧٢ برگزار شد که در نهایت با نتیجه ١-٠ به سود انگلیس به پایان رسید.از شانس بد ری کلمنس در دوران حضور وی در تیم ملی ،دروازبان بزرگی به نام پیتر شیلتون نیز حضور داشت و مربی تیم در انتخاب دروازه بان اول دچار تردید بود و در نهایت سیستم چرخشی را برگزید.
با وجود کلمنس در دروازه،لیورپول بار دیگر دوگانه لیگ برتر و جام یوفا را در سال ١٩٧٦ به دست آورد و سپس شجاعانه برای سه‌گانه در سال بعد هدف‌گذاری کردند. و قسمت اول را با به دست آوردن عنوان قهرمانی لیگ برتر انجام دادند اما بعد از ان با باخت در برابر منچستر یونایتد در فینال جام حذفی در تکمیل قسمت دوم این سه‌گانه ناکام ماندند .کلمنس بعد از این باخت اندوهگین شد و سرگردان و خسته از از چمن ومبلی بیرون رفت. اما چند روز بعد دلداری خوبی برایش بود وقتی که قرمزها برای نخستین بار جام باشگاه‌های اروپا را بالای سر بردند آن‌ها برای کسب این مقام در فینال بروسیا مونشن گلادباخ را با نتیجه ٣-١ بردند در این بازی کلمنس بارها دروازه لیرپول را نجات داد.
لیورپول سال بعد یعنی در ١٩٧٨ از عنوان قهرمانی خود در جام باشگاه‌های اروپا دفاع کرد آن‌ها در فینال ومبلی به پیروزی خفیف ١-٠ برابر بروژ دست یافتند. اما رقابت قهرمانی لیگ را به ناتینگهام فارست واگزار کردند و در فینال جام اتحادیه نیز مقابل همین تیم شکست خوردند.در سال‌های ١٩٧٩ و ١٩٨٠ ریکلمنس درون دروازهٔ لیورپول راه را برای قهرمانی آن‌ها در لیگ آسان کرد.در فصل ٧٩-١٩٧٨ کلمنس رکوردی را ثبت کرد که در زمان سیستم دو امتیاز برای هر برد هرگز شکسته نشد.او در ٤٢ بازی تنها ١٦ گل دریافت کرد( در آنفیلد تنها ٤ گل دریافت کرد) .این رکورد فوق العاده پابرجا بود تا اینکه اخیراً تیم چلسی در ٣٨ بازی لیگ تنها ١٥ گل دریافت کرد.
در سال ١٩٨١ دوباره جام نقره‌ای افتخارآمیز در موزهٔ جام‌های لیورپول نشست. آن‌ها در آن سال جام اتحادیه و جام قهرمانان اروپا را برای سومین بار بردند. پیروزی ١-٠ برابر رئال مادرید در فینال پرس دپرینس آخرین بازی کلمنس برای باشگاه لیورپول بود. ظهور ناگهانی بروس گروبلار آفریقایی الاصل جایگاه کلمنس را برای اولین بار در ١١ سال گذشته تهدید می‌کرد(دوره‌ای که کلمنس ٦٥٠ بازی برای لیورپول انجام داد و تنها ٦ بازی را از دست داد). نهایتاً کلمنس تصمیم به ترک لیورپول گرفت و با قرارداد ٣٠٠هزار پوندی به تاتنهام پیوست. سایت رسمی لیورپول در بارهٔ او نوشت:"ری کلمنس بدون شک بهترین دروازبانی است که برای لیورپول بازی کرده‌است"

### تاتنهام
کلمنس در ١٩٨١ لیورپول را باقرارداد ٣٠٠ هزار پوندی به مقصد تاتنهام ترک کرد.در ١٩٨٢ دو باشگاه به فینال جام اتحادیه رسیدند که لیورپول با نتیجه ١-٠ برنده شد و قهرمان جام اتحادیه شد. تاتنهام نیز در جام حذفی در بازی تکراری ١ بر ٠ کیو پی آر را برد و قهرمان شد.
اغاز نمایش کلمنس در تاتنهام در ٢٨ آگوست ١٩٨١ در چارچوب لیگ انگلیس در برابر میدلزبرو بود. میدلزبرو نتوانست از اولین پیروزی کلمنس با تاتنهام جلوگیری کند و ٣ بر ١ باخت. اولین دروازه بسته کلمنس سه بازی بعد در ١٢ سپتامبر در مولینوکس به ثبت رسید زمانی که آن‌ها ١-٠ ولورهمپتون را بردند.
تاتنهام در سال ١٩٨٤ قهرمان جام یوفا شد اما کلمنس به علت مصدومیت فینال را از دست داد. او در سال ١٩٨٧ به پنجمین فینال جام حذفی اش رسید،فینالی که به کاونتری سیتی واگذار کردند.او در گروه بازیکنانی قرار گرفت که پنج یا بیش از پنج بار در فینال جام حذفی به میدان رفته بودند. در سال ١٩٨٨ ری کلمنس دوباره دچار مصدومیت زانوی پای چپ شد و بالاجبار از فوتبال باز نشسته شد،کمی پس از بازنشستگی وی به کادر مربیگری تاتنهام پیوست.

### تیم ملی
کلمنس بین سال‌های 1972 تا1984 عضو تیم ملی بود و اولین نمایش و دروازه بسته او برای تیم ملی در رقابت‌های مقدماتی جام جهانی برابر ولز اتفاق افتاد . این مسابقه در ورزشگاه نینیان پارک در 15 نوامبر 1972 برگزار شد که در نهایت با نتیجه 1-0 به سود انگلیس به پایان رسید.از شانس بد ری کلمنس در دوران حضور وی در تیم ملی ،دروازبان بزرگی به نام پیتر شیلتون نیز حضور داشت و مربی تیم در انتخاب دروازبان اول دچار تردید بود و در نهایت سیستم چرخشی را برگزید.کلمنس در مدت 12 سال 61 بازی ملی انجام داد.
بازی‌های ملی کلمنس به صورت مجانی بودند . دوران حضور کلمنس در تیم ملی مقارن با دورهٔ افت فوتبال ملی انگلستان بود. انگلیس در مقدماتی جام‌های جهانی1974 و 1978 ناکام بود . کلمنس بخشی از تیم ملی انگلیس که به جام ملت‌های اروپا 1980 راه یافت بود اما پایان آن رقابت‌ها هم با ناکامی تیم ملی انگلیس همراه بود. کلنس عضو تیم ملی انگلیس که به جام جهانی 1982 راه یافت نیز بود اما دوباره انگلیس آنقدر که انتظار می‌رفت موفق نبود.به علت مصدومیت زانوی پای چپ ،کلمنس مجبور شد تا با 61 بازی ملی از فوتبال ملی خداحافظی کند. رقیب او ،پیتر شیلتون،پس از خداحافظی کلمنستا پایان دهه1980 گزینه اول دروازهٔ تیم ملی بود و در دو جام جهانی دیگر بازی کرد و به رکورد 125 بازی ملی دست یافت. کلمنس این برتری را داشت که از زمان فرانک سویفت اولین دروازبانی بود که کاپیتان تیم ملی انگلیس شد او در بازی دوستانه و حیثیتی برابر برزیل کاپیتان تیم ملی بود که نتوانست از گلزنی برزیل جلوگیری کند و در نهایت با نتیجه 1-0 بازی را واگذار کردند.

### مربیگری
او در سال 1988 از فوتبال خداحافظی کرد و به کادر مربیگری تاتنهام پیوست و در تیم اول تاتنهام مشغول به کار بود تا در ژانویه 1994 اینکه به صورت مشترک با گری فیلیپس که او نیز دروازبان بود سرمربی بارنت شد.در ابتدای فصل 95-1994 ،کلمنس به تنهایی هدایت بارنت را به عهده گرفت وبا این تیم به رتبه‌های نهمی و سیزدهمی رسید.

### کادر مربیگری تیم ملی انگلیس
در آگوست 1996 او به وسیله هم تیمی سابقش در تاتنهام و تیم ملی انگلیس،گلن هادل،به عنوان مربی دروازبان‌ها به عضویت کادر مربیگری تیم ملی انگلیس در آمد.وی در زمان سرمریی‌گری هادل و کوین کیگان و اسون گوران اریکسن در این سمت باقی ماند او تا زمان مریبی‌گری استیو مک لارن در این سمت باقی بود تا اینکه فرانکو تانسردی ایتالیایی در دسامبر 2007 (زمانی که فابیو کاپلو هدایت تیم را به عهده گرفت) جانشینش شد. کلمنس همچنان بخشی از کادر پشت صحنه تیم ملی انگلیس بود و وقتی که روی هاجسون سرمربی تیم ملی شد دوباره کلمنس به سمت قبلی خود یعنی مربی دروازبانان بازگشت.در 11 ژوئن 2012 در گرم کردن تیم ملی انگلیس برای بازی با فرانسه در یورو 2012 آشیل کلمنس آسیب دید.
کلمنس اکنون در مرکز تیم‌های پایه انگلستان کار می‌کند و وظیفهٔ نظارت بر تیم‌های ملی زیر 19،18،17،16و20 ساله‌های انگلیس را به عهده دارد و به استوارت پیرس ،سرمربی زیر 21 ساله‌های انگلیس همکاری دارد و بازیکنانی که می‌توانند برای تیم ملی زیر 21 ساله‌ها بازی کنند را به او معرفی می‌کند.او همچنین به عنوان کارشناس در برنامه‌های تلویزیونی و رادیویی حضور می یابد و در مورد مسائل متداول دروازبانی صحبت می‌کند.

## زندگی شخصی
کلمنس به خاطر خدماتش به فوتبال عنوان MBE را به دست آورده‌است.پسر او استفان،هافبکی هست که در تیم‌های تاتهام و بیرمنگام بازی کرد و در سال 2010 در تیم لستر سیتی به علت مصدومیت از فوتبال خداحافظی کرد. او اکنون مربی تیم رزرو هال سیتی است. دختر کلمنس،سارا،نیز ارتباطات فوتبالی خودش را دارد ،او همسر مربی بولتون واندررز مهاجم سابق اسکاتلند داگی فریدمن می‌باشد.
در 2 فوریه 2005 کلمنس اعلام کرد که دچار سرطان پروستات شده‌است و در طول دوران درمان باید به دور از تیم ملی انگلستان باشد. او دومین نفر از کادر مربی‌گری اسون گوران اریکسن بود که به سرطان پروستات دچار میشد. اولین نفر برایان کید بود که در یورو 2004 بیماری سرطانش تشخیص داده شد .کلمنس با برداشتن غدهٔ سرطانی بر سرطان غلبه کرد اما به تازگی غدهٔ سرطانی دیگری در ستون فقراتش پیدا شده و در حال شیمی درمانی می‌باشد.
کلمنس هنوز نیز احترام بسیار زیادی نزد هواداران لیورپول و تاتنهام دارد. او در رای‌گیری 100 بازیکنی که کوپ را به لرزه در آوردند که در سایت لیورپول برگزار شد رتبه 11 را کسب کرد همچنین وی بهترین رتبه را بین دروازبانان کسب کرد.او همچنین به عنوان دروازبان تیم قرن 21 بندر مرسی ساید از نگاه سایت بی‌بی‌سی انتخاب شد اما نام او هیچگاه بین ۱۰ دروازه بان برتر تاریخ دیده نمی‌شود .